# Паутинник ленивый
Паути́нник лени́вый (лат. Cortinarius bolaris) — ядовитый гриб семейства Паутинниковые (Cortinariaceae). 
Синонимы:
- Agaricus bolaris Pers., 1801basionym

## Описание
- Шляпка 2—8 см в диаметре, выпуклой, затем почти плоской формы, густо покрытая мелкими красноватыми или медно-красными чешуйками, у молодых грибов кремово-жёлтая, охристая или красновато-бурая, с возрастом становится медно-красной.
- Пластинки приросшие, слегка низбегающие, сначала светло-глинисто-жёлтого, затем ржаво-охристого или ржаво-коричневого цвета, с красноватыми пятнами.
- Мякоть белая, желтоватая или светло-оранжевая. Запах и вкус отсутствуют.
- Ножка 2,5—8×0,5—1,2 см, красно-коричневая, медно-красная или желтовато-оранжевая, редко кремово-жёлтая, покрыта рыжевато-красными чешуйками, цилиндрическая или с булавовидным утолщением в основании. В верхней части ножки заметны красноватые пояски.
- Споровый порошок ржаво-коричневый. Споры 6—7×4,5—6 мкм, широко-эллипсоидные до почти шаровидных, бородавчатые.

## Экология и ареал
Встречается в хвойных и лиственных лесах.
В Европе произрастает в Бельгии, Великобритании, Дании, Польше, Венгрии, Эстонии, Германии, Франции, Швеции Латвии, Белоруссии и Литве. Также встречается в Грузии и США. На территории России встречается в Европейской части, на Южном Урале и в Восточной Сибири.